# Rosa persica
Espèce
Rosa persica Michx. ex J.F.Gmel. est une espèce de plantes à fleurs de la famille des Rosaceae. C'est un rosier nain originaire des régions steppiques d'Asie centrale depuis l'Afghanistan et l'Iran jusqu'à la Sibérie occidentale vers le nord. Cette jolie fleur a été découverte au mois de janvier 1784 par le botaniste André Michaux, dans les monts Zagros, dans sa route entre Bouchehr et Chiraz. Il a été le premier à en faire une description scientifique et à en rapporter des graines en Europe.

## Description
Ses feuilles sont simples, sans stipules, ce qui caractérise la forme Hulthemia. C'est à cause de ce caractère qu'un genre Hulthemia avait été séparé du genre Rosa avant d'être finalement abandonné.
Cet arbuste bas (50 à 80 cm) a des tiges brun rouge très drageonnantes. Les feuilles simples de 1,5 à 3 cm de long sont dentelées. Les fleurs isolées sont jaune d'or avec une tache brune à la base des pétales.

## Cultivars et hybrides
- Rosa × hardii ou xHulthemosa hardii (Hulthemia persica × Rosa clinophylla) obtenu dans les jardins du Luxembourg avant 1836. Il a été introduit en culture par Hardy.  Haut de 2 m, il présente un feuillage vert sombre et des fleurs simples jaune vif avec une tache rouge à la base des sépales.
- il a existé au moins un autre hybride spontané avec un spécimen du genre rosa.